# 362 v. Chr.
Portal Geschichte | Portal Biografien | Aktuelle Ereignisse | Jahreskalender | Tagesartikel

◄ |
5. Jahrhundert v. Chr. |
4. Jahrhundert v. Chr. |
3. Jahrhundert v. Chr. |
►

◄ | 380er v. Chr. | 370er v. Chr. | 360er v. Chr. | 350er v. Chr. |
340er v. Chr. |
►

◄◄ | ◄ | 365 v. Chr. | 364 v. Chr. | 363 v. Chr. | 362 v. Chr. |
361 v. Chr. |
360 v. Chr. |
359 v. Chr. |
► |
►►

## Ereignisse

### Griechenland
Die Übermacht Thebens im griechischen Raum führt am 3. Juli zur Zweiten Schlacht von Mantineia gegen eine Allianz von Athen, Sparta und mehrere arkadische Städte. Bei den Kampfhandlungen, aus denen keine Seite als eindeutiger Sieger hervorgeht, kommt Thebens überragender Feldherr Epaminondas ums Leben.
Im Anschluss an die Schlacht von Mantineia kommt es zu einer Erneuerung des Allgemeinen Friedens der griechischen Städte. Messenien bleibt unabhängig, der Arkadische Bund bleibt in eine Nord- und eine Südhälfte gespalten, im Übrigen wird am Status quo festgehalten. Sparta tritt dem Frieden nicht bei. Das erste Mal seit mehreren Jahrzehnten erlebt Griechenland eine längere Phase ohne Kriegshandlungen.

### Ägypten / Perserreich
- Ariobarzanes II., Herrscher der Stadt Kios, rebelliert gegen den persischen Großkönig Artaxerxes II.
- Tachos wird von seinem Vater Nektanebos I. zum Mitregenten in Ägypten gemacht. Er erklärt dem durch den Satrapenaufstand geschwächten Persien den Krieg, in der Hoffnung, die Ländereien östlich des Mittelmeeres zurückerobern zu können.

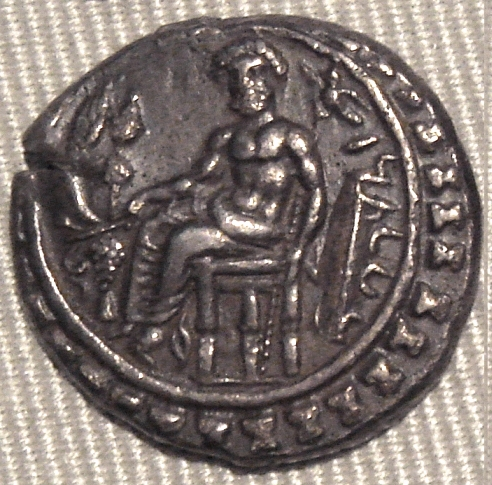
Münze des Datames

- Der Satrap Datames wird Opfer einer Verschwörung.

### Römische Republik
- Gemäß einer römischen Volkssage stirbt der Soldat Marcus Curtius den Opfertod, nachdem sich ein tiefer Spalt auf dem Forum Romanum aufgetan hat. Der Spalt schließt sich, nachdem Curtius sich mit seinem Pferd in die Tiefe stürzte. Nach dieser Sage wird später der Lacus Curtius benannt.

## Geboren
- Amyntas IV., makedonischer König († 336 v. Chr.)
- 362/361 v. Chr.: Eumenes von Kardia, makedonischer Staatsmann († 316 v. Chr.)

## Gestorben
- 3. Juli: Epaminondas, griechischer Staatsmann und Feldherr (* um 418 v. Chr.)
- Datames, persischer Staatsmann